# Пезенти, Антонио
Антонио Пезенти (итал. Antonio Pesenti, 1910—1973) — итальянский экономист-марксист, общественный и политический деятель, министр финансов Королевства Италия (декабрь 1944 — июнь 1945).

## Биография
Во время фашистского правления в Италии принимал участие в движении Сопротивления. Арестован в 1935. В 1936 году Особый трибунал приговорил его к 24 годам тюремного заключения. В тюрьме, где Пезенти провёл 8 лет, он стал коммунистом.
Член комитета национального освобождения Юга Италии (1943—1944). В апреле 1944 стал заместителем министра финансов как представитель ИКП. С 12 декабря 1944 по 19 июня 1945 министр финансов в коалиционном правительстве. В 1946—1947 вице-президент Института реконструкции промышленности. Депутат Учредительного собрания (1946—1947). С 1946 года до конца жизни — член ЦК ИКП. Избирался депутатом Палаты депутатов и сенатором.
Преподавал в университетах Рима, Пармы и Пизы. Стал одним из основателей и руководителей «Центра по изучению советской экономики». Являлся специалистом в области финансов, финансового права и кредитных отношений. Автор нескольких фундаментальных исследований по этим проблемам («Лекции о науке финансов и финансового права» и «Очерки политической экономии капитализма»). В 1985 году его имя получил Институт высшего образования (ранее бывший Экспериментальной высшей школой).

## Книги
- Lezioni di scienza delle finanze e diritto finanziario, Roma, Editori Riuniti, 1961; 1967.
- Очерки политической экономии капитализма = Manuale di economia politica. / В 2-х томах. — М.: Прогресс, 1976. — 840 с. + 886 с.
  - Приложение 1. Дж. Ла Грасса[итал.] Микроэкономика. Субъективистский подход в экономике. — Т. 2. С. 337—582.
  - Приложение 2. К. Казароза[вд] Макроэкономика. — Т. 2. С. 585—870.
- Университеты жизни. Борьба антифашиста. — М.: Издательство политической литературы, 1977.